# کیشور کادام
کیشور کادام (انگلیسی: Kishor Kadam، زاده ۹ نوامبر ۱۹۶۷) بازیگر اهل کشور هند است.
وی بازیگر فیلم‌هایی همچون جمعه سیاه، سمر، سوپر سینگ، بخش ۳۷۵، گله، به دل نگیر دوست من!! و دلیر بوده‌است.